# Conde de Subserra
Conde de Subserra foi um título criado por D. João VI, por decreto de 2 de Julho de 1823, a favor de Manuel Inácio Martins Pamplona Corte Real, na altura em que este desempenhava as funções de Ministro do Reino (equivalente a primeiro-ministro).
Foram titulares
1. Manuel Inácio Martins Pamplona Corte Real (3 de Julho de 1760 – 16 de Outubro de 1832), 1.º conde de Subserra;
2. Maria Mância de Lemos Roxas Carvalho e Meneses (15 Maio 1805 – 16 Agosto 1881), 2.ª condessa de Subserra